# Ours d'argent extraordinaire
L’Ours d'argent extraordinaire (Sonderpreis) était une récompense remise par le jury au Festival de Berlin dans la catégorie de l'Ours d'argent. Il récompensait, à titre exceptionnel, un réalisateur dont la performance était jugée extraordinaire.
Il est remplacé en 1965 par l'Ours d'argent pour le Grand prix du jury qui devient la seconde récompense, dans l'ordre d'importance, après l'Ours d'or.

## Palmarès
| Année | Réalisateur                | Film(s)                 | Titre original                       |
| ----- | -------------------------- | ----------------------- | ------------------------------------ |
| 1958  | Rajaram Vankudre Shantaram | Deux yeux, douze mains  | दो आँखें बारह हाथ (Do Aankhen Barah Haath) |
| 1959  | Hayley Mills               | Les Yeux du témoin      | Tiger Bay                            |
| 1960  | Philippe de Broca          | Les Jeux de l'amour     |                                      |
| 1961  | Jean-Luc Godard            | Une femme est une femme |                                      |
| 1961  | Dae-jin Kang               | Mabu                    | 마부                                 |
| 1962  | Jon Young Sun              | To The Last Day         | Isaengmyeong dahadorok               |
| 1963  | Clive Donner               | The Caretaker           |                                      |
| 1964  | Ruy Guerra                 | Les Fusils              |                                      |